# US Melun
Die Union Sportive de Melun, kurz US Melun, ist ein französischer Fußballverein aus Melun, im Département Seine-et-Marne südöstlich von Paris gelegen.

## Geschichte
Gegründet wurde der Verein 1921 als US Melun. Aber mit Ausnahme eines einzelnen Erreichens der landesweiten Hauptrunde im Pokalwettbewerb kurz nach dem Zweiten Weltkrieg (1947/48) konnten die Fußballer, die im städtischen Stadion Meluns ihre Heimspiele austrugen, ein halbes Jahrhundert lang nie überregional auf sich aufmerksam machen. Das änderte sich erst Mitte der 1970er Jahre mit dem Aufstieg in die Drittklassigkeit, und dazu hatte eine intensivierte Arbeit mit den eigenen Jugendmannschaften beigetragen. Der A-Jugend des kleinen Vereins war es 1976/77 immerhin gelungen, in der Coupe Gambardella unter die besten acht französischen Teams vorzustoßen, und am Saisonende schaffte auch die Ligaelf der USM als Gruppenzweiter den Aufstieg in die zweite Division, der sie allerdings nicht lange angehörte (siehe weiter unten).
Zur Saison 1987/88 bildete Meluns Ligamannschaft eine Spielgemeinschaft mit CS Fontainebleau, um mit finanzieller Unterstützung beider Gemeindeverwaltungen ein schlagkräftiges Zweitliga-Team aufbauen zu können. Dieser Versuch war allerdings nicht von Erfolg gekrönt; die Entente Melun-Fontainebleau stieg knapp zwölf Monate später wieder ab und die Fusion wurde aufgelöst. 1989 schloss sich die USM mit einem örtlichen Nachbarn zusammen und spielte unter dem Namen Sporting de Melun-Dammarie 77. 1992 verweigerte der französische Fußballverband Sporting die Rückkehr in die Zweitklassigkeit, für die der Verein sich sportlich qualifiziert hatte; Grund dafür war ein Budget-Defizit in Höhe von etwa fünf Millionen Francs. Der Klub wurde liquidiert, die umgehende Neugründung seines Nachfolgers Football Club Melun – diesen Namen trägt der Verein auch 2013 noch – musste in der Division d’Honneur beginnen.

## Ligazugehörigkeit und Erfolge
In der Division 1, seit 2002 als Ligue 1 bezeichnet, ist der Verein bisher nie angetreten und hat auch nie Profistatus besessen. Dafür spielte die Meluner Fußballer drei Jahre in der zweiten Liga, von 1977 bis 1979 unter eigenem Namen und 1987/88 unter dem Dach der Entente Melun-Fontainebleau. Die Division 2 war während dieser Zeit eine „offene Liga“, an der sowohl professionelle als auch Amateurvereine teilnehmen konnten.
Fünf Mal zwischen 1947 und 1991 haben Meluns Fußballer die Hauptrunde des französischen Pokalwettbewerbs um die Coupe de France erreicht, sind dabei aber stets bereits im Zweiunddreißigstelfinale, also nach einem Spiel, ausgeschieden. Besonders knapp an einem „Großen“ gescheitert waren sie in der Saison 1985/86, als sie im Stade de la Faisanderie der Nachbarstadt Fontainebleau gegen den zwei Klassen höher antretenden Erstdivisionär OSC Lille erst nach Verlängerung mit 1:2 die Segel streichen mussten.
2013/14 spielt der FC Melun in der sechstklassigen Division d’Honneur.

## Bekannte ehemalige Spieler und Trainer
- Patrick Parizon, Trainer 1991/92
- Henryk Wieczorek, Spieler 1982–1986